# الیه طاهری
الیه طاهری (انگلیسی: Elie Tahari؛ زادهٔ ۲۱ ژانویهٔ ۱۹۵۲) کارآفرین، بازرگان، طراح لباس و مدیر ارشد اجرایی آمریکایی ایرانی‌تبار زاده اسرائیل است، که در حال حاضر به‌عنوان مدیر عامل شرکت طراحی و تولید پوشاک طاهری فعالیت می‌کند. وی از بنیانگذاران برند تئوری می‌باشد. او
از طراحان پوشاک آماده است.